# Comuna Zaricicea, Jîdaciv
Zaricicea (în ucraineană Заріччя) este o comună în raionul Jîdaciv, regiunea Liov, Ucraina, formată din satele Dem'eanka-Naddnistreanska, Demeanka-Lisna, Mejîricicea și Zaricicea (reședința).

## Demografie
Componența lingvistică a comunei Zaricicea
     Ucraineană (99,91%)
     Alte limbi (0,09%)
Conform recensământului din 2001, majoritatea populației comunei Zaricicea era vorbitoare de ucraineană (99,91%), existând în minoritate și vorbitori de alte limbi.